# Glee: The Music, The Rocky Horror Glee Show
Glee: The Music, The Rocky Horror Glee Show è un EP pubblicato dal cast della serie TV musicale statunitense Glee.
Il disco, uscito nell'ottobre 2010, contiene sette cover tratte dall'episodio The Rocky Horror Glee Show (stagione 2, episodio 5), dedicato al musical del 1973 The Rocky Horror Show, scritto da Richard O'Brien.

## Tracce
Testi e musiche di Richard O'Brien.
1. Science Fiction Double Feature – 4:28
2. Damn It, Janet – 2:41
3. Whatever Happened to Saturday Night? (feat. John Stamos) – 3:04
4. Sweet Transvestite – 2:59
5. Touch a Touch a Touch a Touch Me – 2:29
6. There's a Light (Over at the Frankenstein Place) – 2:33
7. Time Warp – 3:13